# Уткин, Пётр Саввич
Пётр Саввич Уткин (9 октября 1877, Тамбов — 17 октября 1934, Ленинград) — российский и советский художник-символист. Один из организаторов выставки символистов «Алая роза» в 1904 году в Саратове и выставки «Голубая роза» в 1907 году в Москве. Большая часть работ погибла в пожарах в Ленинграде во время Великой Отечественной войны.

## Биография
Родился 9 октября 1877 года на станции Тамбов близ Саратова.
Еще в детстве увлекся рисованием и брал уроки у художника-любителя А. П. Шеве в Саратове.
В 1892—1895 годах посещал вечерние классы Рисовальной школы при Саратовском обществе любителей изящных искусств, которые вел В. В. Коновалов.
С 1895 года в течение двух лет занимался под руководством В. В. Коновалова и Г. П. Сальвини-Баракки.
В это же время познакомился с художниками В. Э. Борисовым-Мусатовым и П. В. Кузнецовым. Позднее П. С. Уткин и П. Н. Кузнецов стали друзьями и часто сотрудничали в создании художественных работ.
В 1897 году Уткин поступил в Московское училище живописи, ваяния и зодчества (МУЖВиЗ). Учился у И. И Левитана, К. А. Коровина, В. А. Серова. Награжден Малой серебряной медалью за художественный рисунок. Входил в состав кружка, которым руководил  П. В. Кузнецов.
В 1900 году путешествовал вместе с П. В. Кузнецовым, сплавившись по Волге от Симбирска до Саратова на лодке.
С 1898 года стал принимать участие в выставках.
Вместе с П. В. Кузнецовым и К. С. Петровым-Водкиным в 1902 году расписывал церковь Казанской Божьей матери в Саратове.
По приглашению С. И. Мамонтова в 1903 году работал в его гончарной мастерской «Абрамцево» в Бутырках.
В 1904 году живописные работы П. С. Уткина были представлены на выставке «Алая роза» в Саратове.
Активно занимался графикой, оформляя книги и журналы.
В 1906—1909 годах создавал иллюстрации для журнала «Золотое руно».
Оформил хрестоматию «Первоцвет», иллюстрировал книги С. Пшибышевского «День судный» и А. Белого «Серебряный голубь».
В 1907 был отчислен из МУЖВЗ.
В том же году вместе с группой сподвижников организовал в Москве выставку «Голубая роза».
В 1910 вступил в объединение «Мир искусства».
По приглашению Я. Е. Жуковского в конце 1900-х — начале 1910-х работал в Крыму, где совместно с П. В. Кузнецовым и скульптором А. Т. Матвеевым создавал садово-парковый ансамбль усадьбы Новый Кучук-Кой. Его кисти принадлежат росписи фасада и интерьеров дома Жуковского.
После революции 1917 года жил в Саратове. В 1918—1931 годах преподавал в Саратовских Государственных свободных художественных мастерских и студии Пролеткульта.
В 1924 году вступил в Объединение «4 искусства» и принял участие в выставках 1925, 1926 и 1928 годов.
В 1924 и 1925 годах принимал участие в выставках Общества «Жар цвет».
В 1925 году работы П. С. Уткина представлены на выставке «Ассоциации художников революционной России» (1922—1932).
По приглашению Академии художеств в 1931 году переехал в Ленинград, где стал профессором живописного отделения Института пролетарского изобразительного искусства (с 1932 года — Ленинградский Институт живописи, архитектуры и скульптуры).
Наибольшее влияние на творчество П. С. Уткина оказал В. Э. Борисов-Мусатов. Большая часть работ создана до революции 1917 года и выполнена в сине-голубой тональности.

## Память
- В 1935 году в Ленинграде организованы Мемориальные выставки работ П. С. Уткина.
- В 1980 году в Саратовском государственном художественном музее имени А. Н. Радищева прошла ретроспективная выставка произведений художника.